# Gånghester och Målsryd
Gånghester och Målsryd  ist ein Ort (Tätort) in der Gemeinde Borås der schwedischen Provinz Västra Götalands län und der historischen Provinz (landskap) Västergötland.
Der Ort erstreckt sich etwa fünf bis neun Kilometer südöstlich des Zentrums des Hauptortes der Gemeinde, der Stadt Borås. Vor 2015 waren die etwa 2,5 Kilometer voneinander entfernten Ortsteile Gånghester und Målsryd eigenständige Tätorte. Das nordwestlich, näher an Borås gelegene Gånghester hatte zuletzt (2010) 1526 Einwohner, Målsryd 907.
Ursprünglich führte der Riksväg 27 zwischen Växjö und Borås (heute weiter bis Göteborg) auf einer kurvenreichen Strecke durch den Ort. Seit einer Neutrassierung in den 2000er-Jahren wird er jedoch weiträumig südlich umfahren.
An Gånghester och Målsryd vorbei verläuft der Abschnitt Borås–Alvesta der Eisenbahnstrecke Kust till kust-banan, die Göteborg quer durch Südschweden mit Kalmar verbindet. Bie Bahnhöfe in beiden Ortsteilen sind jedoch außer Betrieb, ebenso die ehemals bei Gånghester abzweigende Strecke in Richtung Ulricehamn–Jönköping, die 1986 stillgelegt und in Folge abgebaut wurde.

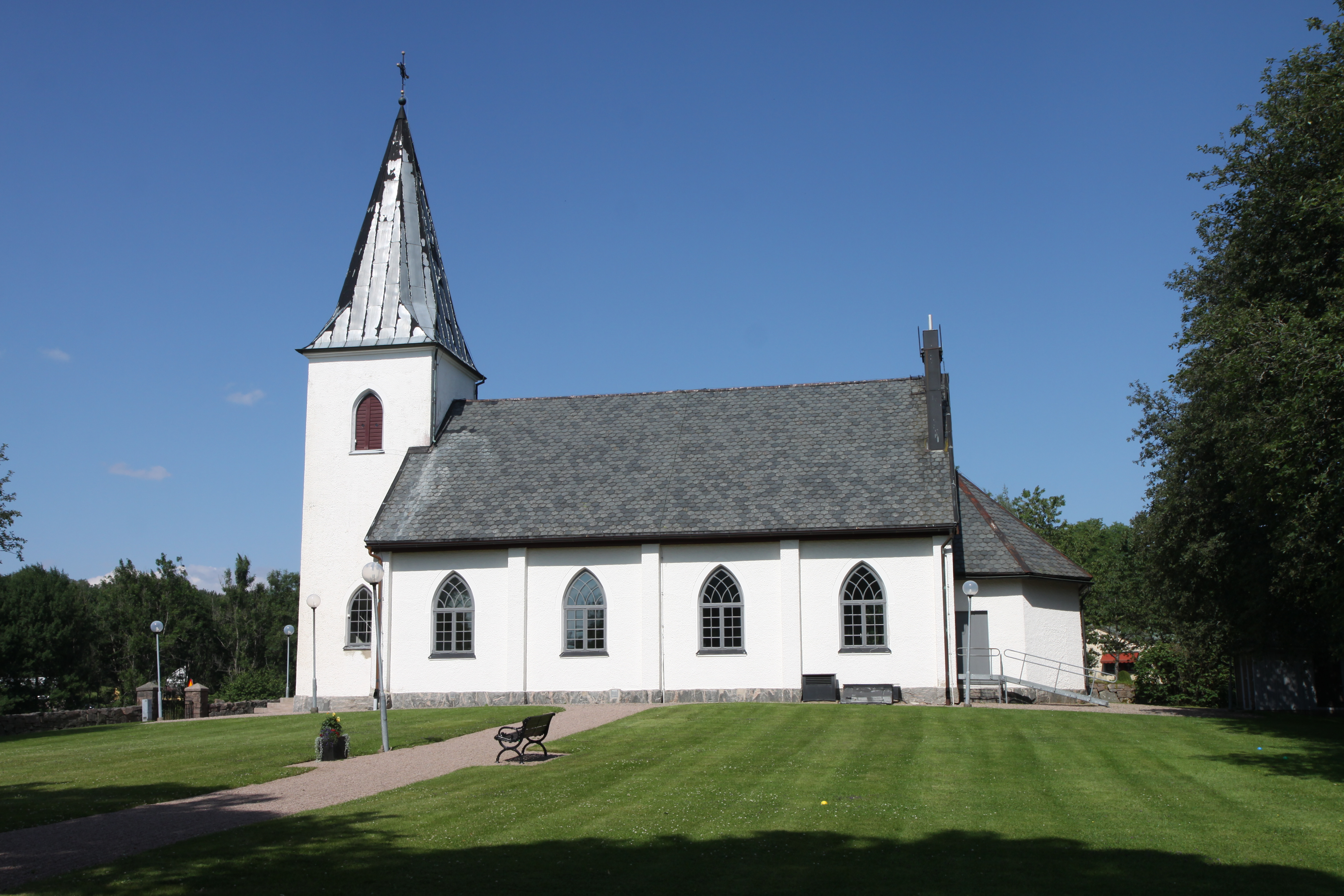
Kirche von Målsryd, erbaut 1915

## Söhne und Töchter des Ortes
- Patrik Järbyn (* 1969 in Målsryd), Skirennläufer
- Joakim Sjöhage (* 1986 in Målsryd), Fußballspieler
- Lucas Eriksson (* 1996 in Gånghester), Radrennfahrer
- Jacob Eriksson (* 1999 in Gånghester), Radrennfahrer